# Avicularia metallica
Avicularia metallica, eller White-toe tarantula populært sagt, er en fugleedderkop af Avicularia-familien. Avicularia metallica kan blive op til 12 cm udstrakt. Edderkoppen har et roligt temperament, men smider små "brændhår", hvis den føler sig truet. Derudover er den trælevende og er derfor hurtig og kan hoppe. Avicularia metallica stammer fra Surinam.